# Chasing Ice
Chasing Ice (tiếng Việt: Theo đuổi băng) là một phim tài liệu năm 2012 về những nỗ lực của nhiếp ảnh gia thiên nhiên James Balog với chương trình nghiên cứu băng của ông để công bố ảnh hưởng của biến đổi khí hậu làm sông băng càng ngày càng thu nhỏ lại. Đạo diễn phim là Jeff Orlowski. Nó được phát hành tại Hoa Kỳ vào ngày 16 Tháng 11 2012.
Bộ phim tài liệu bao gồm những cảnh từ một sự kiện sông băng tách ra từng mảnh, diễn ra tại sông băng Jakobshavn ở Greenland, kéo dài 75 phút, sự kiện dài nhất từng được quay lại trên phim. Hai nhà quay phim EIS đợi vài tuần trong một cái lều nhỏ nhìn ra dòng sông băng, và cuối cùng có thể chứng kiến 7,4 kilomet khối (1,8 cu mi) băng vỡ ra khỏi sông băng 

Một mảng băng khổng lồ vỡ ra từ sông băng Perito Moreno